# 安西大都護府

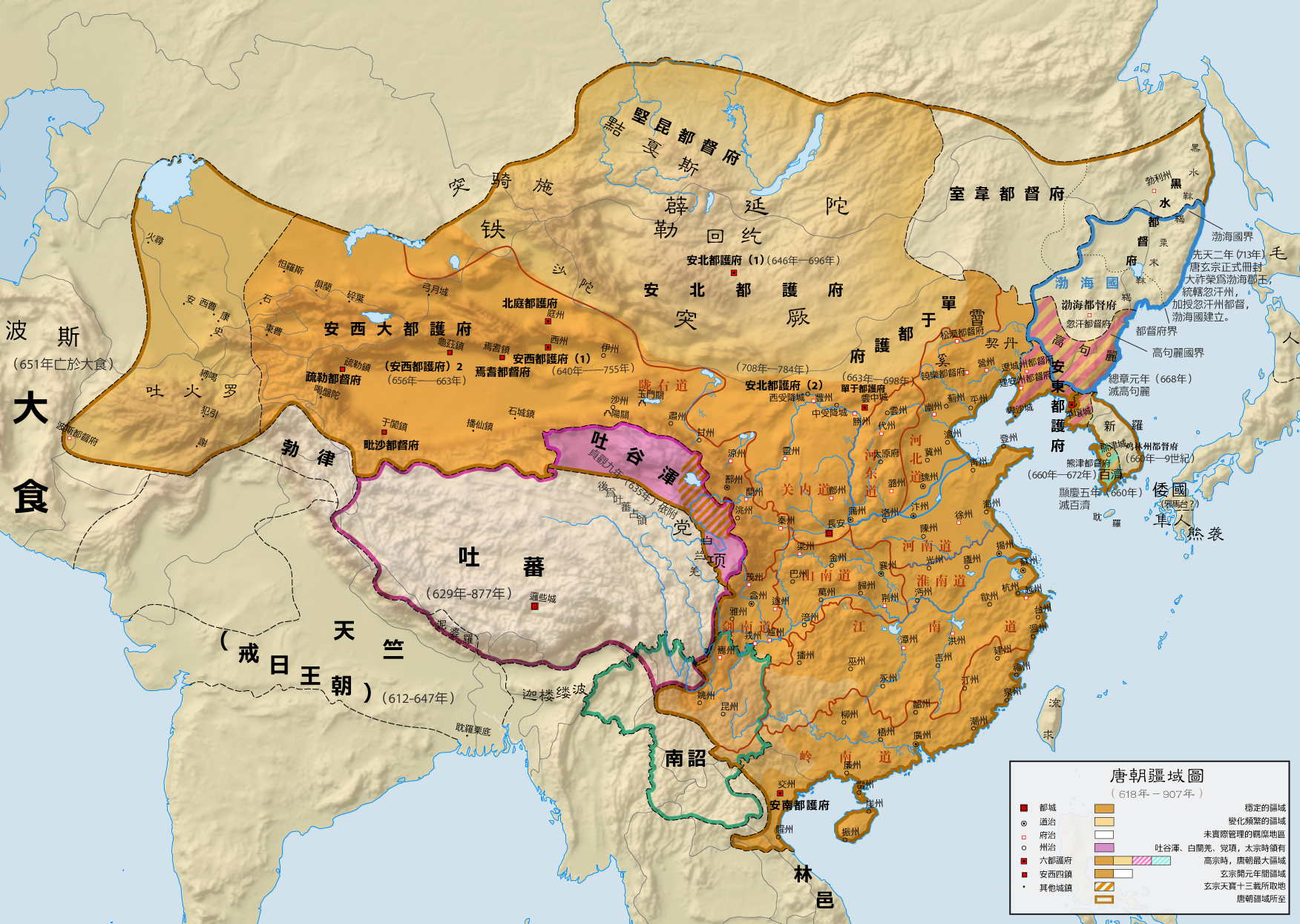
唐時代の勢力図

安西大都護府（あんせいだいとごふ、拼音：Ānxīdàdōuhùfŭ）は、中国の唐代に西州（現在のトルファン市）および亀茲（現在のクチャ市）に置かれた行政区画。管轄範囲はタリム盆地を中心に東西トルキスタンにおよぶ。北には北庭大都護府がある。

## 沿革
貞観14年（640年）、唐の侯君集は高昌国を滅ぼし、西州都護府を置いた。
貞観22年（648年）、太宗は安西都護府を亀茲城に遷し、郭孝恪を安西都護に任命して于闐・疏勒・碎葉を統領させ、これを“四鎮”とした。
貞観23年（649年）2月、西突厥の乙毘射匱可汗（在位：641年 - 651年）が唐に求婚してきたので、太宗はこれを許し、詔令で亀茲・于闐・疏勒・朱倶波・葱嶺の五国を分割して聘礼（結納品）とした。
永徽2年（651年）、亀茲を亀茲都督府とし、亀茲王の白素稽（はくそけい）を右驍衛大将軍・亀茲都督として11月、高昌故地（西州）に安西都護府を遷した。
顕慶2年（657年）11月、唐の蘇定方は西突厥の阿史那賀魯を討伐すると、その地を分けて濛池・崑陵の2都護府を置き、種落を分けて州県を置いた。これにより西の波斯国（サーサーン朝）までの国々はすべて安西に隷属し、また都護府治を高昌故地（西州）に遷した。
顕慶3年（658年）5月、都護府治を亀茲都督府に遷し、今までの府治は再び西州となる。
龍朔元年（661年）、吐火羅国を始めとする西域諸国が遣使を送って唐に内属した。これにより唐は于闐国以西、波斯国以東の16国にそれぞれ都督を置き、督州80、県110、軍府126を設置して安西都護府に管轄させた。
咸亨元年（670年）4月、吐蕃の侵攻により安西都護府が陥落する。
儀鳳年間（676年 - 679年）、吐蕃はふたたび焉耆以西を攻撃し、四鎮は陥落した。
長寿元年（692年）、武威軍総管の王孝傑・阿史那忠節は吐蕃を大破し、ふたたび亀茲・于闐等四鎮を手に入れ、ふたたび亀茲に安西都護府を置いた。しかし経営は難しく、四鎮を破棄する声もでたが、武則天は許さなかった。
開元7年（719年）、安西節度使の湯嘉恵は表して焉耆国を安西四鎮のひとつとした。
開元10年（722年）、吐蕃が安西四鎮を攻略する。
至徳元載（756年）、名を鎮西と改めるが、後にまた安西となる。この年、再び吐蕃が侵攻してきたが、北庭都護府と安西都護府は李元忠と郭昕および沙陀と回鶻の協力によって守られ、吐蕃の侵攻を食い止められた。
上元元年（760年）、河西軍鎮の多くが吐蕃によって陥落する。
建中2年（781年）、徳宗により、李元忠と郭昕がそれぞれ北庭大都護と安西大都護に任ぜられる。
貞元3年（787年）、吐蕃が沙陀と回鶻を攻め、北庭と安西は援軍がなく、遂に陥落した。

## 府州

### 安西四鎮
- 亀茲都督府…貞観22年（648年）、亀茲国（現在のクチャ市）に設置。
- 毗沙都督府…上元2年（761年）、于闐国（現在のホータン市）に設置。
- 疏勒都督府…上元中、疏勒国（現在のカシュガル市）に設置。
- 焉耆都督府…上元中、焉耆国（現在の焉耆回族自治県）に設置。

### 西域十六都督州府
- 月氏都督府…吐火羅国の遏換城に設置し、その王葉護に統治させる。その部内を分けて24州を置く。
- 大汗都督府…嚈噠部落の活路城に設置し、その王に統治させる。その部を分けて15州を置く。
- 條支都督府…訶達羅支国の伏宝瑟顛城に設置し、その王に統治させる。その部を分けて8州を置く。
- 天馬都督府…解蘇国の数瞞城に設置し、その王に統治させる。その部を分けて3州を置く。
- 高附都督府…骨咄施国の沃沙城に設置し、その王に統治させる。その部を分けて3州を置く。
- 脩鮮都督府…罽賓国の遏紇城に設置し、その王に統治させる。その部を分けて11州を置く。
- 寫鳳都督府…失范延国の伏戻城に設置し、その王に統治させる。その部を分けて4州を置く。
- 悦般州都督府…石汗那国の艶城に設置し、その王に統治させる。その部を分けて双靡州を置く。
- 奇沙州都督府…護特犍国の遏密城に設置。後にその部を分けて沛隷州、大秦州を置く。
- 姑墨州都督府…怛没国の怛没城に設置、後に分けて栗弋州を置く。
- 旅獓州都督府…烏拉喝国の摩竭城に設置。
- 崑墟州都督府…多勒建国の低宝那城に設置。
- 至抜州都督府…倶密国の褚瑟城に設置。
- 鳥飛州都督府…護密多国の摸達城に設置。
- 王庭州都督府…久越得犍国の歩師城に設置。
- 波斯都督府…波斯国の疾陵城に設置。

## 主な安西都護
- 郭孝恪（642年 - 648年）
- 高賢（? - 664年 - ?）
- 裴行倹（665年 - ?）
- 閻温古（? - 687年 - ?）
- 麴智湛（? - ?）
- 田揚名（則天時期）
- 郭元振（中宗時期）
- 牛師奨（? - 708年）
- 張孝暠（開元の初め）
- 杜暹（開元の初め）
- 郭虔瓘（715年 - ?）
- 張嵩（? - ?）
- 延王李洄（727年 - ?）
- 郭昕（781年 - ?）

## 参考資料
- 『旧唐書』（志第十八 地理一）
- 『新唐書』（志第二十七 地理一、志第三十 地理四）